# Vitex grandifolia
Espèce
Synonymes
- Vitex bipindensis Gürke[1]
- Vitex grandifolia var. bipendensis (Gürke) Piep.[1]
- Vitex lutea A.Chev.[1]

Vitex grandifolia Gürke (ou Vitex bipindensis) est une espèce de plantes à fleurs de la famille des Lamiaceae selon la classification phylogénétique. C'est un arbre décrit au Cameroun et au Gabon (evino) qui se développe dans les forêts denses et secondaires d'Afrique centrale.
L’épithète spécifique bipindensis fait référence à Bipindi, une localité du sud du Cameroun.

## Description
Ce petit arbre fruitier atteint environ 20 à 30 mètres de hauteur. Il est caractérisé par ses feuilles à 5 folioles et ses fleurs jaune-pâle à brun-pâle, à courts pédoncules et disposées en cymes.

## Localisation
On le retrouve dans la localité de Bipindi.

## Liste des variétés
Selon Tropicos (26 juin 2018) :
- variété Vitex grandifolia var. bipendensis (Gürke) Piep.